# Летњиковац Шулхо Вебера
Летњиковац Шулхо Вебера се налази у Падеју, насељеном месту на територији општине Чока. Зграду је изградио Шулхо Вебер у првој половини 19. века.

## Архитектура
Летњиковац је мањи приземна грађевина изгужене правоугаоне основе, а налази се изван насеља у парковском окружењу. На сердишњем делу главне фасаде је наглашен портик са кровом који носе четири зидана стуба. У средини се налази стилизовано степениште са оградом од кованог гвожђа. На згради се налази масивно мансардно кровиште једноставних линија и површина, за које се претпоставља да је у новије време реконструисано. Ритмично поређани прозорски отвори са лучним завршецима, једноставна фасада, као и угаони пиластер и поткровни венац, указују на одлике јасног класицизма. Овај стил архитектуре је карактеристичан за прву половину 19. века.
Данас, летњиковац је у приватном власништву и евидентирано је културно добро.